# Eparchie Bahir Dar-Dessie
Die Eparchie Bahir Dar-Dessie ist eine in Äthiopien gelegene Eparchie der äthiopisch-katholischen Kirche mit Sitz in Bahir Dar.

## Geschichte
Die Eparchie Bahir Dar-Dessie wurde am 19. Januar 2015 durch Papst Franziskus aus Gebietsabtretungen der Erzeparchie Addis Abeba errichtet und dieser als Suffragandiözese unterstellt. Erster Bischof wurde Lisane-Christos Matheos Semahun.